# Соколов, Иван Александрович (металлург)
Аттестат профессора и диплом доктора наук в экспозиции МИЕ

Могила на Ивановском кладбище Екатеринбурга

Ива́н Алекса́ндрович Соколо́в (6 августа 1867, Ярославль — 6 ноября 1947, Свердловск) — российский и советский металлург; доктор технических наук (1939), профессор (1924); Заслуженный деятель науки и техники РСФСР (1943). Основатель кафедры металлургии чугуна и металлургических процессов Уральского политехнического института.

## Биография
Родился 25 июля (6 августа) 1867 года в Ярославле.
В 1886 году с серебряной медалью окончил Ларинскую гимназию; в 1891 году — физико-математический факультет Санкт-Петербургского университета. В 1891—1898 годах преподавал в гимназиях Выборга и Архангельска, в 1896 году за преподавательскую деятельность был удостоен медали в память царствования императора Александра III. В 1904 году окончил Петербургский горный институт, после чего работал на заводах Алапаевского и Лысьвенского горных округов — заведующим лабораторией, руководителем доменного производства, где впервые провёл исследования доменных печей и восстановимости железных руд.
В 1908—1914 годах на Теплогорской домне (Лысьвенский горный округ) осуществил мероприятия (увеличение диаметра горна, правильное распределение материалов на колошнике и т. д.), позволившие увеличить производительность печи в 2 раза и уменьшить расход горючего на 30—35 %. В 1914—1916 годах служил управляющий Лысьвенским горным округом. В 1918—1920 годах был директором гимназии в Анапе.
С 1921 года работал деканом химико-металлургического факультета Уральского университета в Екатеринбурге, затем — заведующий организованной им кафедрой металлургии чугуна и металлургических процессов УПИ. В 1921—1929 годах руководил проектированием и реконструкцией металлургических заводов (Златоустовского, Кушвинского, Надеждинского, Нижнетагильского, Нижнесалдинского, Магнитогорского, Чусовского).
В 1930—1935 годах находился в ссылке в Томске, работал научным руководителем доменного отдела Сибирского института металлов, деканом общетехнического факультета Томского индустриального института (1934—1935).
В 1935—1947 годах заведовал кафедрой металлургии чугуна Уральского индустриального института.
Умер 6 ноября 1947 года. Похоронен в Свердловске на Ивановском кладбище.

## Научные труды
Основные направления исследований — металлургия чугуна; приложение законов химической термодинамики к доменному процессу. Установил значение рациональной подготовки руд к доменной плавке. Показал преимущества мощных доменных печей с эллиптическим сечением перед агрегатами с иным профилем сечения горна.
Организовал первую в мире лабораторию металлургических процессов (1924). Руководитель первого съезда доменщиков, Уральского съезда деятелей по мартеновскому производству, прошедшего 13-22 декабря 1926 года в Свердловске.
Автор более 100 научных работ.

### Избранные труды
Источник — электронные каталоги РНБ
- Соколов И. А. Восстановимость магнитогорских мартитовых руд в связи с крупностью их дробления : Сообщение из Лаборатории теории металлургических процессов Уральского политехнического института. — Свердловск: Б. и., [1930]. — С. 3—20. — (Исследовательские работы по металлургии чугуна, железа и стали. — Свердловск, 1930. — Вып. 4).
- Соколов И. А. Доменный процесс. — Свердловск; М.: ГОНТИ, 1938. — 400 с.
- Соколов И. А. Древесноугольные доменные печи Урала : Анализ нормальной работы и рациональное профилирование. — Л.; М.; Свердловск: Госметаллургиздат, 1933. — 112 с.
- Соколов И. А. Исследования мартеновских печей № 2 и 3 на Нейво-Алапаевском заводе, произведённые в период времени с 5-го июня до 15-го августа 1903 года. — СПб.: тип. П. П. Сойкина, 1904. — 71 с.
- Соколов И. А. О восстановимости железных руд. — Пермь: типо-лит. т-ва «А. Заозерский и А. Абрамович», 1909. — 100 с.
  - Соколов И. А. О восстановимости железных руд. — 2-е изд. — Свердловск: Б. и., 1927. — 69 с.
  - Соколов И. А. О восстановимости железных руд. — 3-е изд. — Свердловск; М.: Востокостальиздат, 1933. — 76 с.
- Соколов И. А. О восстановимости железных руд в связи с физическими и минералогическими их свойствами : Сообщение из лаборатории теории металлургических процессов Уральского Политехнического института. — Свердловск: изд-во Уралмета, 1929. — 60 с. — (Исследовательские работы по металлургии чугуна, железа и стали / Урал. горно-металлургич. трест «Уралмет» ; Вып. 3).
- Соколов И. А. О программах и постановке учебного дела в Горном институте. — СПб.: тип. П. П. Сойкина, 1903. — 22 с.
- Соколов И. А. Рентгенография углей : Методика качественного и количественного определения минеральных примесей в каменном угле рентгенографич. способом. — Новосибирск; М.; Л.: Гос. науч.-техн. горное изд-во, 1933. — (Тр. / Науч.-исслед. угольный ин-т «Кузбассуголь»).
- Соколов И. А. Сырые материалы доменной плавки : [Учеб. для металлург. втузов]. — М.; Л.; Свердловск: Металлургиздат, 1934. — Т. 1.
- Соколов И. А. Термодинамика доменного процесса. — Свердловск; М.; Л.: Металлургиздат, 1933. — 56 с.
- Соколов И. А. Чугуны, доменные шлаки и расчёт шихт. — Свердловск; М.: ОНТИ-НКТП-СССР, 1936. — 122 с.

## Награды
- два ордена Трудового Красного Знамени (в том числе 24.06.1947)
- заслуженный деятель науки и техники РСФСР (18.1.1943)